# Javi Jiménez
Javier Jiménez Del Pozo (ur. 30 kwietnia 1976 w Madrycie) – hiszpański piłkarz występujący na pozycji pomocnika.

## Kariera
Seniorską karierę rozpoczął w 1996 roku w drużynie „C” Realu Madryt. Rok później awansował do zespołu „B”, gdzie grał do 1999 roku. W rundzie jesiennej sezonu 1999/2000 grał w Getafe CF, po czym został piłkarze Realu Valladolid. W barwach tego klubu rozegrał 18 spotkań w Primera División. W 2005 roku zakończył karierę.

## Statystyki ligowe
| Sezon         | Klub            | Liga               | Mecze | Gole |
| ------------- | --------------- | ------------------ | ----- | ---- |
| 1996/1997     | Real Madryt C   | Segunda División B | 18    | 2    |
| 1997/1998     | Real Madryt B   | Segunda División B | 2     | 0    |
| 1998/1999     | Real Madryt B   | Segunda División B | 27    | 2    |
| 1999/2000 (j) | Getafe CF       | Segunda División   | 13    | 2    |
| 1999/2000 (w) | Real Valladolid | Primera División   | 12    | 2    |
| 2000/2001     | Real Valladolid | Primera División   | 0     | 0    |
| 2001/2002     | Real Valladolid | Primera División   | 0     | 0    |
| 2002/2003     | Real Valladolid | Primera División   | 2     | 0    |
| 2003/2004     | Real Valladolid | Primera División   | 4     | 0    |
| 2004/2005     | Real Valladolid | Segunda División   | 0     | 0    |